# Ralf Nowak
Ralf Nowak (* 19. September 1967) ist ein deutscher Kameramann.
Ralf Nowak kam 1985 zum Südwestfunk zunächst als Beleuchter, ab Ende der 1990er Jahre wurde er als Kameramann tätig. Zu seinen Arbeiten gehören Fernsehfilme und Serien, darunter diverse Tatort-Episoden.

## Filmografie (Auswahl)
- 2005–2012: Tatort (Fernsehreihe)
  - 2005:  Letzte Zweifel
  - 2005:  Ohne Beweise
  - 2005:  Das Lächeln der Madonna
  - 2006:  Der Lippenstiftmörder
  - 2007:  Roter Tod
  - 2008:  Hart an der Grenze
  - 2009:  Herz aus Eis
  - 2009:  Tödliche Tarnung
  - 2011:  Tödliche Ermittlungen
  - 2011:  Das erste Opfer
  - 2011:  Im Netz der Lügen
  - 2012:  Nachtkrapp
- 2006: Bloch: Die Wut
- 2008: Mein Mann, der Trinker
- 2009: Bloch: Schattenkind
- 2016: Die Fallers – Die SWR Schwarzwaldserie (Fernsehserie, 5 Folgen)